# Живописная железная дорога Сагано
Живописная железная дорога Сагано (яп. 嵯峨野観光鉄道, сагано канко: тэцудо:, англ. Sagano Scenic Railway) — туристическая железная дорога в Киото, Япония. Железная дорога использует проходящий вдоль долины реки Ходзу отрезок линии Сагано, который был выведен из нормальной эксплуатации после строительства более короткого спрямительного участка в 1989 году. Протяженность линии — 7,3 км, ширина колеи — 1067 мм. Железная дорога не электрифицирована, используется тепловозная тяга (тепловоз типа DE10 японских железных дорог).

## Станции
- Торокко Сага: рядом с этой станцией расположена станция Сага-Арасияма действующей линии Сагано. На станции расположена экспозиция, посвященная промышленной революции в Японии, включающая несколько паровозов, Станция расположена в туристическом районе Арасияма (административный район Камигё).
- Торокко Арасияма также расположена в Арасияме.
- Торокко Ходзукё расположена на территории города Камеока.
- Торокко Камеока также расположена на территории города Камеока.

## Галерея

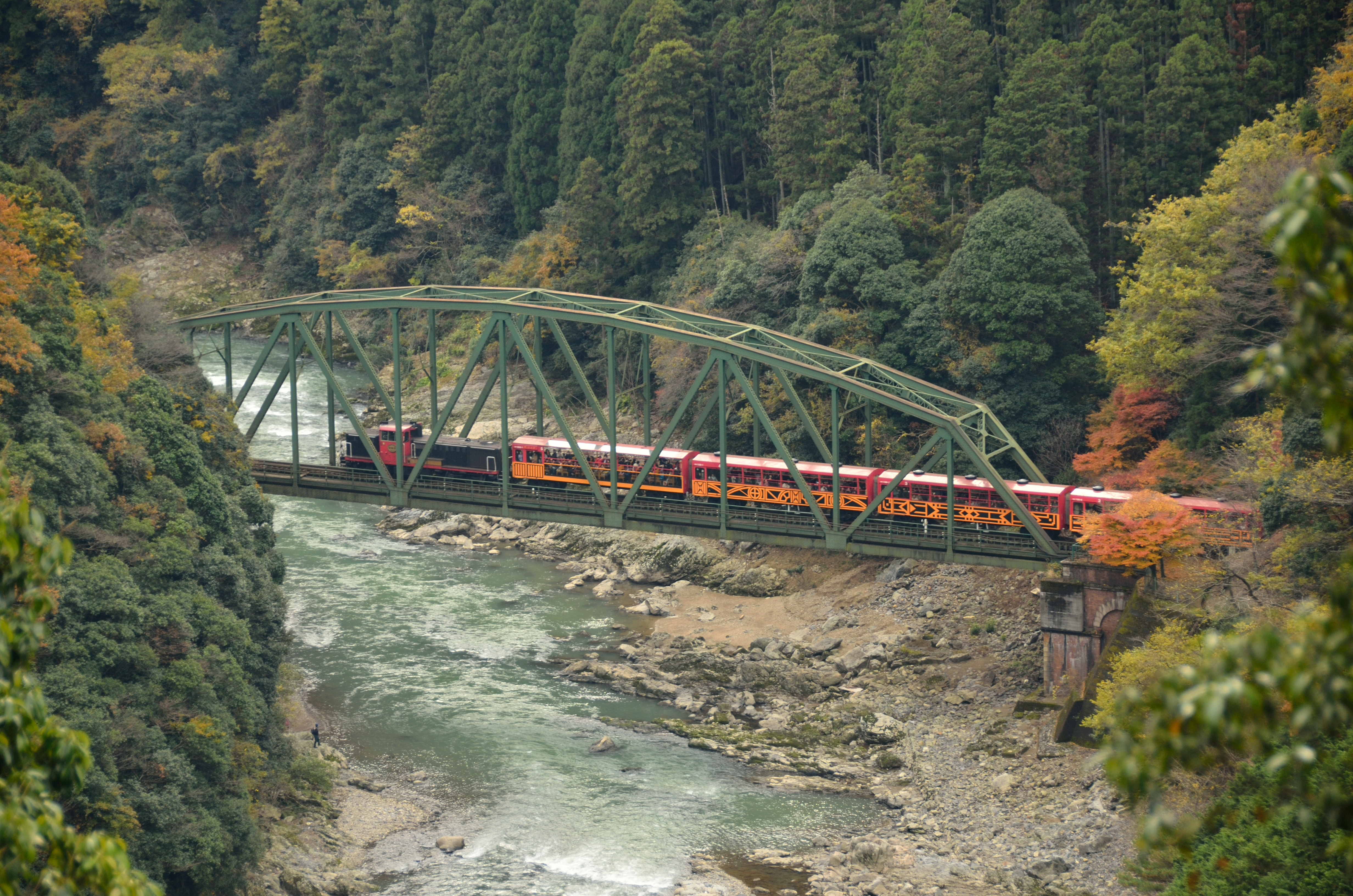
Поезд на мосту через реку Ходзу
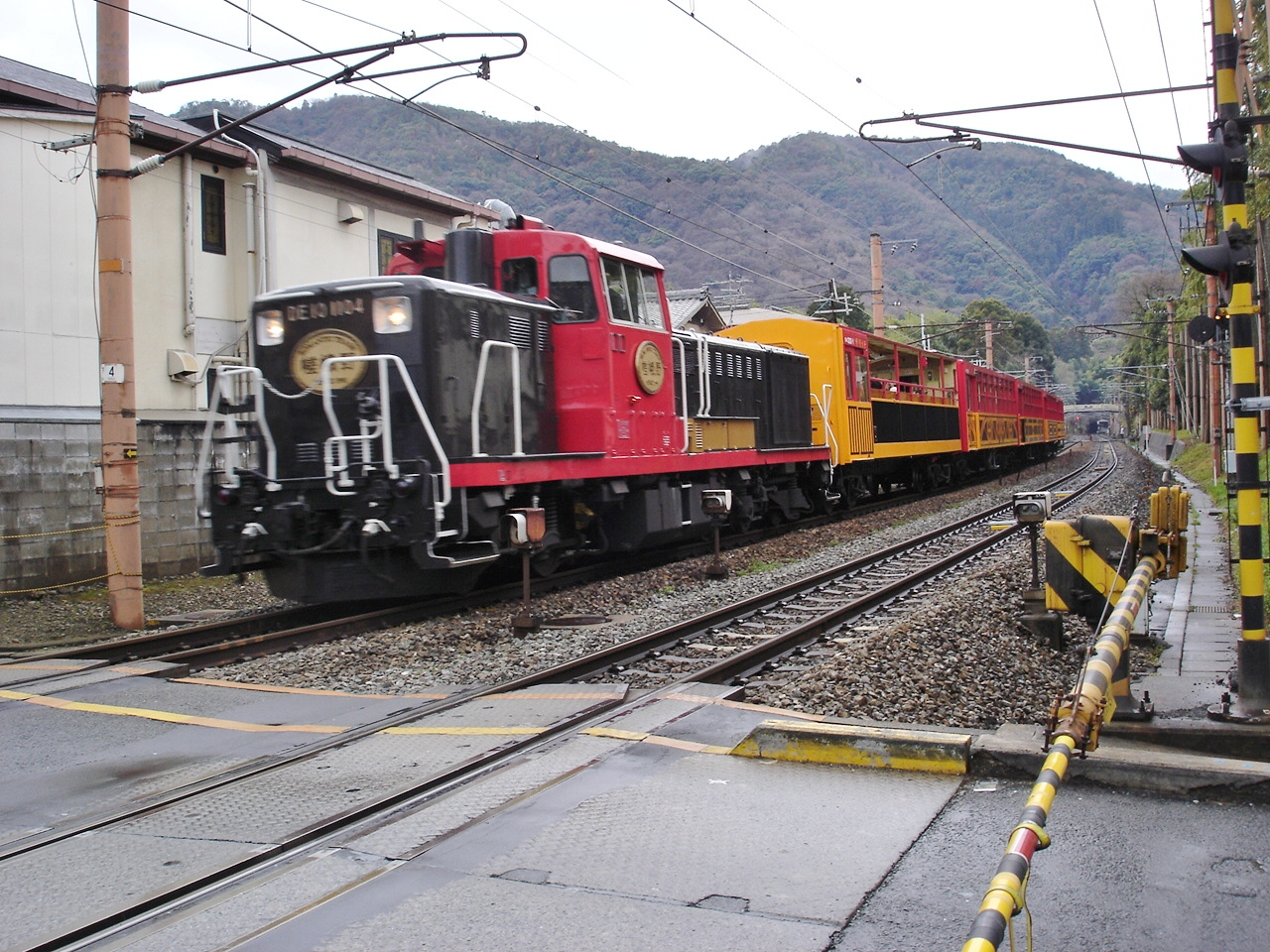
Поезд на линии
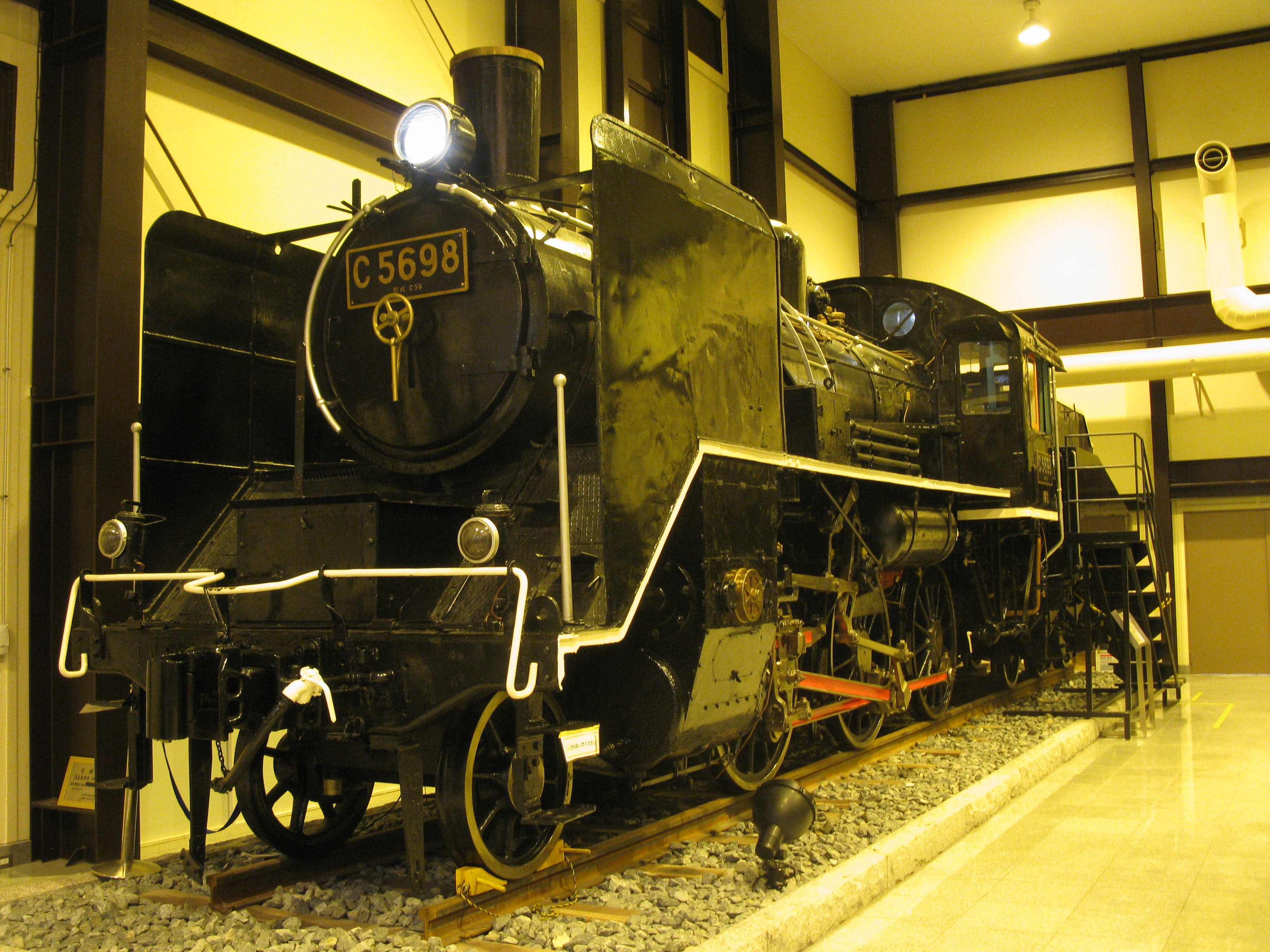
Паровоз из экспозиции на станции Торокко Сага